# ジョン・ハム (実業家)
ジョン・ハム（John Ham, 1978年-）は、アメリカ合衆国の実業家。Ustreamの共同設立者の一人であり、同社のCEO。

## 略歴
1978年、カリフォルニア州トーランスにて、不動産開発業者だった父と、看護師の母の間に生まれる。同州リバーサイドで、姉と共に育つ。
若くして起業に興味を示し、16歳で株式投資やオプション取引を始めた。
1996年、リバーサイド技術専門学校（Riverside Polytechnic High School）を卒業後、ニューヨーク州ウエストポイントにあるアメリカ合衆国陸軍士官学校に入学。そこで、後にUstreamの共同設立者となるブラッド・ハンスタブル、Dr. ジュラ・フェヘルと出会う。アメリカ航空宇宙局とニューヨーク証券取引所のインターンシップに参加。航空宇宙工学の学士を取得してウエストポイントを卒業すると、アメリカ陸軍で少尉に任じられた。
陸軍在籍中に、ハンスタブルと共に、フェヘルが開発したウェブベースの写真共有サイトをはじめるが、2003年、任務に伴い二人は離れ離れとなり、この事業は終了となる。ハムは韓国に配属され、ハンスタブルは国防総省勤務を命じられた。在韓米軍在籍時には、第19戦域支援司令部（19th TSC）司令長官の補佐を務める。

### Ustream設立
2007年3月、士官学校在籍と引き替えに課された軍務を終え、再びハンスタブルと合流、再度フェヘルと組んで、新しいベンチャー事業「Ustream」をスタートさせた。